# Хумано друштво Сироче
Хумано друштво Сироче основано је 1927. године у Београду, са идејом да помаже сиромашну децу. Оснивачи у били људи различитих занимања и друштвеног статуса и сви су били посетиоци кафане Чешка круна, где је идеја за оснивање друштва и настала. Крај у коме је друштво основано и у коме је радило било је јако сиромашно, околина Карађорђевог парка, Јатаган мала и трошне бараке криле су много становника, који су ту живели на рубу егзистенције. 
Под управом свог председника Душана Јурмовића, који је био молер по занимању, друштво је успевало да деци из ових насеља помогне, пре свега да им обезбеди адекватну одећу. Друштво је славило славу Очеве и на дан празника, сваке године, је одевало сиромашну децу, која би потом присуствовала обреду сечења колача. На слaви су се увек окупљале и породице чланова друштва, као и породице и родитељи деце, којој је друштво помагало. 
Рад друштва помагали су и многи привредници, међу којима су биле фирме Узор и Ранковић и Дачић, које су сваке године оденуле по једно дете о свом трошку. Пријатељ друштва био је и извесни Аврам Казес, који је сваке године донирао друштву прилог у виду одеће, а Народна банка је годишње давала прилог од 500 динара. Друштво је средства скупљало и на различитим забавама и догађајима. 
Оснивачи друштва били су Душан Јурмовић, Љубомир Таушановић мајор у пензији, Стеван Ковач грађевинар, Максим Решић кафеџија, Драгољуб Јокановић бравар, Јован Јурмовић молер, Момир Митровић трговац, Милан Станковић музичар, Цане Ковач, Митар Кнежевић глвни благајник Општине београдске и Петар Митровић рачуновођа.

## Референца
1. 1 2 3 4 5 6  Ур. С. Сретеновић, Б. Недељковић (1940). Алманах хуманих друштава. Београд. стр. 174—176.